# Yuriy Kutsenko
Yuriy Mikhaylovich Kutsenko (em russo: Ю́рий Миха́йлович Куце́нко; 5 de março de 1952 – 23 de maio de 2018) foi um atleta russo que competiu principalmente no decatlo.
Kutsenko concorreu para pela URSS nos Jogos Olímpicos de Verão de 1980, realizada em Moscou, no decatlo, onde ganhou a medalha de prata.